# Dobrowlany (rejon stryjski)
Dobrowlany (ukr. Добрівляни) – wieś na Ukrainie, w rejonie stryjskim obwodu lwowskiego. Wieś liczy 828 mieszkańców.

## Historia
W XIX w. osiedlili się tutaj koloniści mennoniccy.
Pod koniec XIX w. wieś w powiecie stryjskim.
Za II Rzeczypospolitej do 1934 samodzielna gmina jednostkowa. Następnie należała do zbiorowej wiejskiej gminy Uhersko w powiecie stryjskim w woj. stanisławowskiem. Po wojnie wieś weszła w struktury administracyjne Związku Radzieckiego.